# Oscar de la Renta
Oscar de la Renta (22. srpnja 1932. – 20. listopada 2014.)  jedan od vodećih svjetskih modnih dizajnera.
Učitelji su mu bili Cristobal Balenciaga i Antonio Castillo, postao je međunarodno poznat 1960. kao jedan dizajnera koji oblače Jacqueline Kennedy. Nagrađivani dizajner, radio je za Lanvin i Balmain, njegova istoimena modna kuća i dalje oblačiti vodeće osobe današnjice filmske zvijezde i bogataše. De La Renta posebno je poznat po svojim haljinama za crveni tepih i večernjoj odjeći. De la Renta je rođen kao Oscara de la Rente Aristides Fiallo u Santo Domingu u Dominikanskoj Republici,  majke mu je dominikanaka Maria Antonia Fiallo a otac portorikanac, Oscar de la Renta Avelino. U dobi od 18 godina napustio je Dominikansku Republiku te otšao na studij u Španjolsku, gdje je studirao slikarstvo na Akademiji San Fernando u Madridu. Brzo je postao zainteresiran za svijet modnog dizajna i počeo skiciranje za vodeće španjolske modne kuće, te se ubrzo otišao školovati kod španjolskih dizajnera Couturiera i Cristóbals Balenciaga. Kasnije je napustio Španjolsku i otišao u Parizu gdje je radio za modnu kuću Lanvin. Radio je za Arden dvije godine prije nego što je 1965. otišao raditi za Jane Derby i pokrenuo vlastitu marku. Kad Derby umro u kolovozu 1965. Oscar de la Renta preuzeo je marku.
Od 1993. do 2002. dizajnirao je kolekciju za kuću Balmain, postavši prvi dominikanski dizajner te francuske mode kuće. Godine 1977., lansirao je svoj parfem, OSCAR, zatim liniju pribora 2001. te liniju kućnih potrepština 2002. Dobitnik je mnogih nagrada i priznanja za svoj rad. Dva puta je bio u braku ima dvoje djece i petero pastorčadi.

## Vanjske poveznice
- Službena stranica